# Aglaia exstipulata
Aglaia exstipulata là một loài thực vật]] thuộc họ Meliaceae. Loài này có ở Malaysia, Myanma, Singapore, Thái Lan, và Việt Nam.